# Domenico Maria Leone Cirillo
Domenico Maria Leone Cirillo (Grumo Nevano, Nápoles, 11 de Abril de 1739 — Nápoles, 29 de Outubro de 1799), frequentemente citado na versão latinizada do seu nome como Dominici Cyrilli, foi um médico e naturalista napolitano, que se destacou pelos seus trabalhos de entomologia e botânica. Foi um dos correspondentes de Lineu, cujo sistema adoptou nos seus trabalhos de botânica.